# The Shadow (filme de 1937)
The Shadow é um filme de mistério produzido nos Estados Unidos, dirigido por Charles C. Coleman e lançado em 1937.